# Love (utwór muzyczny Sashy Sona)
Love, znany także jako Pasiklydęs žmogus – autorski utwór litewskiego piosenkarza Sashy Sona wydany w 2009 i umieszczony na debiutanckiej płycie studyjnej artysty pt. Dima Šavrovas (2010).
W 2009 utwór „Pasiklydęs žmogus” wygrał finał litewskich eliminacji eurowizyjnych, dzięki czemu reprezentował Litwę w 54. Konkursie Piosenki Eurowizji organizowanym w Moskwie. Po finale selekcji została nagrana anglojęzyczna wersja piosenki – „Love”. 14 maja utwór został zaprezentowany przez piosenkarza w drugim półfinale konkursu i zakwalifikował się do finału. 16 maja Son zaprezentował piosenkę w finale i zajął 23. miejsce.

## Lista utworów
CD single
1. „Pasiklydęs žmogus”
2. „Love”
3. „Pasiklydęs žmogus” (Russian Version)
4. „Love” (Eurovision 2009 Version)